# Instituto Lorentz
El Instituto Lorentz (Instituut-Lorentz en neerlandés), fue fundado en 1921 siendo un instituto de física teórica en los Países Bajos. Junto con grupos de física experimental de los laboratorios de Kamerlingh Onnes y Huygens Laboratory, crearon el Instituto de física Leiden. 
El Instituto Lorentz participa con dos centros de investigación, el Casimir Research School (junto con la Delft University of Technology) y el Dutch Research School of Theoretical Physics.